# باشگاه فوتبال پیام صنعت آمل
باشگاه فوتبال پیام صنعت آمل یک باشگاه فوتبال ایرانی است که در سال ۱۳۹۰ در آمل تأسیس شد.

## تاریخچه
پیام صنعت تلاش برای خرید امتیاز یک تیم دسته دومی فوتبال کشور را داشت اما این امر انجام نگرفت و در لیگ دست سوم حضور یافت، تیم پیام صنعت در همان سال اول ورود خود به فوتبال ایران قهرمان لیگ دسته سوم کشور شد و به دسته دوم صعود کرد و هو اکنون در لیگ دسته دوم فوتبال ایران حضور دارد.

## نماد باشگاه
لوگو و نماد باشگاه را چرخهٔ صنعت، قله دماوند، توپ فوتبال، همراه با نام پیام صنعت آمل تشکیل می‌دهد.

## مدیران و مربیان
| نام                                    | سمت                |
| -------------------------------------- | ------------------ |
| بهروز ولی‌پور                           | سرمربی             |
| محمود محمودی منصور سعیدی رضا حاج‌اسبویی | مربی               |
| جعفر هندویی                            | رئیس هیئت‌مدیره     |
| حامد اندیکلایی                         | نایب‌رئیس هیئت‌مدیره |
| عیسی افشنگ                             | عضو هیئت‌مدیره      |
| ماشالله توکلی                          | عضو هیئت‌مدیره      |
| اکبر حق‌شناس                            | عضو هیئت‌مدیره      |
| احسان محبوبی                           | عضو هیئت‌مدیره      |
| حسین قز‌ل‌سفلو                           | عضو هیئت‌مدیره      |

## مربیان
| # | نام          | کشور  | دوران مربیگری | دوران مربیگری |
| # | نام          | کشور  | از            | تا            |
| - | ------------ | ----- | ------------- | ------------- |
| ۱ | حسین ولی‌نژاد | ایران | ۱۳۹۰          | ۱۳۹۲          |
| ۲ | رحمان رضایی  | ایران | ۱۳۹۲          | ۱۳۹۲          |
| ۳ | بهروز ولی‌پور | ایران | ۱۳۹۲          | ۱۳۹۲          |
| ۴ | جمشید غدیری  | ایران | ۱۳۹۲          | -             |

## افتخارات

### کشوری
- دسته سوم
- قهرمان (۱) ۱۳۹۱–۹۲